# 영국 싱글 차트
영국 싱글 차트(UK Singles Chart)는 영국 음악 산업의 싱글 차트이다. 오피셜 차트 컴퍼니가 집계하고 있다. 영국의 레코드 가게 약 6500점의 판매 데이터와 온라인 디지털 다운로드 데이터로 집계된다. 미국의 빌보드 핫 100과 달리 에어 플레이 건수는 UK 싱글 차트에는 사용되지 않는다. 이 차트의 집계 기간은 일요일에서 토요일 사이이기 때문에 영국 싱글의 대부분은 월요일에 발표되는 경우가 많다. 톱 40 차트는 첫 일요일에 BBC 라디오 1에 발표된다.

## 기록과 통계

### 가장 많이 1위를 한 가수
- 17 – 비틀즈
- 14 – 클리프 리처드
- 14 – 웨스트라이프
- 13 – 더 쉐도우즈
- 13 – 마돈나
- 11 – 테이크 댓
- 9 – 스파이스 걸스
- 9 – 아바
- 9 – 카일리 미노그
- 8 – 오아시스
- 7 - 맥플라이

저스틴비버

## 같이 보기
- 영국 음반 차트